# 亨利·马斯克
亨利·马斯克（德語：Henry Maske，1964年1月6日—），生于特罗伊恩布里岑，德国男子拳击运动员。他曾代表东德参加1988年夏季奥林匹克运动会拳击比赛，获得男子75公斤级金牌。